# São Leopoldo Mustangs
São Leopoldo Mustangs é uma equipe gaúcha de futebol americano, da cidade de São Leopoldo.
Atualmente, a equipe disputa o Campeonato Gaúcho de Futebol Americano de 2016.

## História
A ideia de criação do time foi concendida por Guilherme Mendes, atual manager do time, que já havia anteriormente, quando residia em Belo Horizonte, criado o Belo Horizonte Tanques.
Em 2015, a equipe participou pela primeira vez do Campeonato Gaúcho de Futebol Americano, disputando seu primeiro jogo oficial.
No dia 17 de dezembro de 2016, e equipe conseguiu sua primeira vitória na categoria full pads.